# Edmond T. Gréville
Edmond T. Gréville, nato Edmond Gréville Thonger (Nizza, 20 giugno 1906 – Nizza, 26 maggio 1966), è stato un regista francese.

## Filmografia

### Regista
- Le Train des suicidés (1931)
- Un crime passionnel - cortometraggio (1931)
- Moyse marchand d'habits - cortometraggio (1931)
- Moyse et Cohen, businessmen - cortometraggio (1931)
- Le Testament de Moyse - cortometraggio (1931)
- Le Mariage de Sarah - cortometraggio (1931)

- La Belle Madame Moyse - cortometraggio (1931)
- La Guerre des sauterelles - cortometraggio (1932)
- Le Triangle de feu, co-regia di Johannes Guter (1932)
- Maître chez soi - cortometraggio (1932)
- Le Rayon des amours (1933)
- Vacances conjugales - cortometraggio (1933)
- Martini sec - cortometraggio (1933)
- Je suis un homme perdu - cortometraggio (1933)
- Berlingot - cortometraggio (1933)
- Plaisirs de Paris (1934)
- Monsieur le vagabond - cortometraggio (1934)
- La Croix des cimes - cortometraggio (1934)
- Remous (1935)
- Marchand d'amour (1935)
- La principessa Tam Tam (Princesse Tam-Tam) (1935)
- Gypsy Melody (1936)
- L'Agence Security - cortometraggio (1936)
- Secret Lives (1937)
- Breve estasi (Brief Ecstasy) (1937)
- Under Secret Orders (1937)
- Veertig jaren, co-regia di Johan De Meester (1938)
- What a Man! (1938)
- Menaces... (1940)
- Une femme dans la nuit (1943)
- Dorothée cherche l'amour (1945)
- Per una notte d'amore (Pour une nuit d'amour) (1947)
- Le Diable souffle (1947)
- Nodo scorsoio (Noose) (1948)
- But Not in Vain (1948)
- Niet tevergeefs (1948)
- The Romantic Age (1949)
- Im Banne der Madonna (1951)
- La morte è discesa troppo presto (L'Envers du paradis) (1953)
- Raffiche di mitra (Port du désir) (1955)
- Tant qu'il y aura des femmes (1955)
- Accusata di omicidio (Je plaide non coupable) (1956)
- Plotone di esecuzione (Quand sonnera midi) (1958)
- L'isola in capo al mondo (L'île du bout du monde) (1959)
- Beat Girl (1960)
- Le mani dell'altro (Les Mains d'Orlac) (1960)
- La casa del peccato (Les menteurs) (1961)
- L'Accident (1963)

### Sceneggiatrice
- La vergine di Norimberga, regia di Antonio Margheriti (1963)